# Neil Davidge
Neil Davidge, né le 29 juin 1962, est un producteur et compositeur britannique. 
Il est connu pour avoir produit les différentes œuvres du groupe Massive Attack. Il travaille avec le groupe depuis 1995. 
En 2001, alors que Massive Attack s'est réduit à un seul membre, Robert Del Naja, Neil parvient à s'intégrer à plein temps dans le groupe et aide Del Naja à réaliser les opus suivants, jusqu'au retour de Grant Marshall en 2007. Davidge abandonne alors son rôle de membre à part entière et reprend son seul rôle de producteur.
Récemment[Quand ?] Davidge a rejoint 343 Industries, société basée sur la licence artistique Halo, et a été le compositeur de la musique du jeu Halo 4, sous la supervision du directeur audio Sotaro Tojima.

## Filmographie
- 2014 : Monsters: Dark Continent de Tom Green